# Balbirnie House

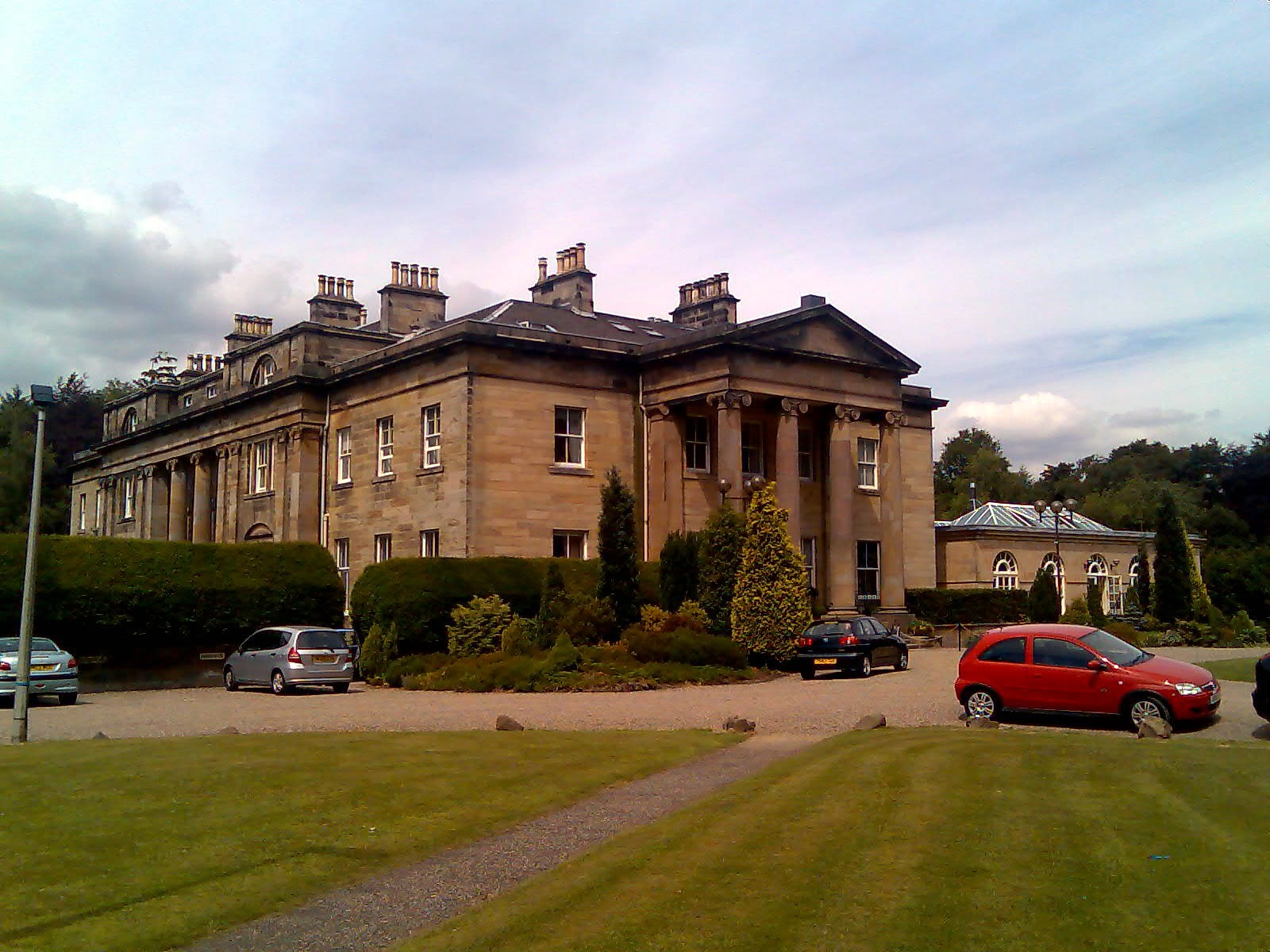
Balbirnie House

Balbirnie House ist ein Herrenhaus in der schottischen Stadt Glenrothes in der Council Area Fife. 1972 wurde das Bauwerk als Einzeldenkmal in die schottischen Denkmallisten in der höchsten Denkmalkategorie A aufgenommen. Des Weiteren ist das Gesamtanwesen im schottischen Register für Landschaftsgärten verzeichnet. In zwei von sechs Kategorien wurde das höchste Prädikat „herausragend“ verliehen.

## Geschichte
Im Jahre 1640 erwarb die Familie Balfour das Anwesen Balbirnie. In der Mitte des 18. Jahrhunderts befand sich am Standort ein Tower House. Auch die Grundlage der Gärten waren zu dieser Zeit bereits angelegt. Unter Robert Balfour, 6. of Balbirnie entstand im Jahre 1815 das heutige Balbirnie House nach einem Entwurf des schottischen Architekten Richard Crichton. Auch die Gärten und Parkanlagen erhielten zu dieser Zeit ihr heutiges Aussehen. Sein Sohn und Erbe John entwickelte das Anwesen zwischen 1849 und 1875 weiter. Noch bis in die 1930er Jahre betrieb die Familie Balfour um Balbirnie House Kohlebergbau und bewohnte das Herrenhaus. Im Jahre 1969 erwarb dann die Glenrothes Development Corporation das Anwesen. Sie ermöglichte der Öffentlichkeit Zutritt zu den Parkanlagen. Im Jahre 1980 wurde innerhalb des Parks ein Golfplatz angelegt. Seit 1990 dient Balbirnie House als Hotel.

## Beschreibung
Balbirnie House steht inmitten eines 140 Hektar umfassenden Anwesens im Nordosten von Glenrothes, das im Westen durch die A92 und im Süden durch die B9130 begrenzt ist. Die südwestexponierte Hauptfassade des klassizistischen Herrenhauses ist elf Achsen weit, die im Schema 3–1–3–1–3 angeordnet sind. Ihr Mittelrisalit ist mit ionischen Säulen, Pilastern und teils segmentbogigen Fenstern ausgestaltet. Aus der kürzeren Südostfassade tritt ein ionischer Portikus heraus. Das zweiflüglige Holzportal schließt mit einem dekorativen Kämpferfenster. Der Aufbau von Balbirnie House ist komplex. Rückwärtig schließen sich mehrere, teils flacherer Flügel an, die auf drei Seiten einen Innenhof umschließen. Die abschließenden Plattform- und Satteldächer sind mit grauem Schiefer eingedeckt.